# 司馬筠
司马筠（?—?），字贞素，河内郡温县（今河南省温县）人，南朝学者。晋朝皇室后裔。
司马筠早年丧父贫寒，好学不辍。长大后，博通经籍，精通《三礼》。在南齐历任奉朝请，王府行参军。梁朝建立，司马筠为暨阳县令，有政绩。转任为尚书祠部郎，参与制定礼仪。官至尚书左丞、始兴内史，在官任上去世。

## 延伸阅读
[在维基数据编辑]
 《梁書·卷48》，出自姚思廉《梁書》